# Inoculo
L'inoculo è un insieme di propaguli (elementi infettivi nel caso di un patogeno). Il corrispondente verbo, inoculare, indica l'azione di introdurre l'inoculo nell'organismo o nel substrato scelto.

## In medicina
In medicina, per inoculo si intende quello di un agente patogeno ucciso o attenuato in un individuo sano, che in questo caso costituisce la vaccinazione.

## Nelle colture biologiche
In microbiologia questo termine viene usato per indicare l'aliquota di microorganismi che viene introdotta in un terreno di coltura per la successiva moltiplicazione.

## Nell'agroalimentare
Nelle tecnologie alimentari, l'inoculo è quel gruppo di cellule, generalmente selezionate e geneticamente omogenee, che vengono introdotte nella materia prima (mosto, latte, ecc.) per produrre l'alimento (vino, birra, yogurt, ecc.).
Le caratteristiche fondamentali di un ceppo microbico da impiegare in una produzione biotecnologa del ceppo microbico sono:
- facilità di coltivazione e manipolazione,
- assenza di qualsiasi carattere di patogenicità,
- alta velocità di riproduzione.